# Curdin Morell
Curdin Morell (n. 9 iulie 1963) este un bober ce a reprezentat Elveția, medaliat olimpic. A participat la o ediție a Jocurilor Olimpice (1992) în care a câștigat o medalie de bronz.

## Participări
Lista de mai jos prezintă principalele competiții la care a participat Curdin Morell de-a lungul carierei.
- bobsleigh aux Jeux olympiques de 1992[*]